# Plátanos (Heraclión)
Plátanos (en griego, Πλάτανος) es un pueblo de Grecia ubicado en la isla de Creta. Pertenece a la unidad periférica de Heraclión y al municipio y la unidad municipal de Gortina. En el año 2011 contaba con una población de 234 habitantes.

## Necrópolis minoica
En las proximidades de Plátanos se ha excavado una necrópolis del periodo minoico. Las excavaciones fueron dirigidas por Stefanos Xanthoudidis en 1914 y 1915. Esta necrópolis consta de tres tholos y otras tumbas rectangulares. Los tres tholos tenían salas anexas, donde podrían haberse desarrollado rituales, lo que se ha relacionado con la arquitectura de las tumbas de Yerókambos y de Apesokari. Entre los tholos alfa y beta había un espacio pavimentado. El tholos alfa destaca por su gran tamaño puesto que su diámetro interior es de 13,10 m y el grosor de la pared es de 2,40 m. Tanto en los tholos alfa como en el gamma se había encendido fuego en su interior. En su interior se encontraron huesos, vasos de cerámica y de piedra, objetos de oro, dagas de bronce, algunos escarabeos egipcios y numerosos sellos. Estuvo en uso a partir del minoico antiguo II y perduró durante un largo periodo pero particularmente destaca su fase del minoico medio I.